# Enallagma truncatum
Enallagma truncatum là một loài chuồn chuồn kim thuộc họ Coenagrionidae. Đây là loài đặc hữu của Cuba. Môi trường sống tự nhiên của chúng là hồ nước ngọt có nước theo mùa và đầm nước ngọt. Chúng hiện đang bị đe dọa vì mất nơi sống.